# Rognes
Rognes è un comune francese di 4 760 abitanti situato nel dipartimento delle Bocche del Rodano della regione della Provenza-Alpi-Costa Azzurra.

## Monumenti e luoghi d'interesse
- Castello di Cabanes

## Società

### Evoluzione demografica
Abitanti censiti

## Amministrazione

### Gemellaggi
Malvito (CS), dal 1972.